# Dominio en estrella

Un dominio en estrella (equivalentemente, un conjunto convexo estrellado o en forma de estrella) no es necesariamente convexo en el sentido común del término

En geometría, un conjunto {\displaystyle S} en un espacio euclídeo {\displaystyle \mathbb {R} ^{n}} se denomina dominio en estrella (o conjunto convexo estrellado, conjunto en forma de estrella o conjunto radialmente convexo) si existe un {\displaystyle s_{0}\in S} tal que para todos los {\displaystyle s\in S,} el segmento de {\displaystyle s_{0}} a {\displaystyle s} se encuentre en {\displaystyle S.} Esta definición se puede generalizar inmediatamente a cualquier espacio vectorial real o complejo.

Intuitivamente, si se piensa en {\displaystyle S} como una región rodeada por una pared, {\displaystyle S} es un dominio estelar si se puede encontrar un punto de vista {\displaystyle s_{0}} en {\displaystyle S} desde el cual cualquier punto {\displaystyle s} de {\displaystyle S} esté dentro de su línea de visión. Un concepto similar, pero distinto, es el de conjunto radial.

## Definición

Una corona circular no es un dominio en estrella

Dados dos puntos {\displaystyle x} e {\displaystyle y} en un espacio vectorial {\displaystyle X} (como el espacio euclídeo {\displaystyle \mathbb {R} ^{n}}), la envolvente convexa de {\displaystyle \{x,y\}} se llama intervalo cerrado con puntos finales {\displaystyle x} e {\displaystyle y} y se denota por
{\displaystyle \left[x,y\right]~:=~\left\{tx+(1-t)y:0\leq t\leq 1\right\}~=~x+(y-x)[0,1],}
donde {\displaystyle z[0,1]:=\{zt:0\leq t\leq 1\}} para cada vector {\displaystyle z}.
Un subconjunto {\displaystyle S} de un espacio vectorial {\displaystyle X} se dice que tiene forma de estrella desde {\displaystyle s_{0}\in S} si para cada {\displaystyle s\in S,} el intervalo cerrado {\displaystyle \left[s_{0},s\right]\subseteq S.}
Un conjunto {\displaystyle S} tiene forma de estrella y se llama dominio en estrella si existe algún punto {\displaystyle s_{0}\in S} tal que {\displaystyle S} tenga forma de estrella desde {\displaystyle s_{0}.}.
Un conjunto que tiene forma de estrella en el origen a veces se denomina conjunto en estrella. Estos conjuntos están cerrados en relación con el funcional de Minkowski.

## Ejemplos
- Cualquier recta o plano en {\displaystyle \mathbb {R} ^{n}} es un dominio en estrella.
- Una recta o un plano al que se le ha eliminado un solo punto no es un dominio en estrella.
- Si {\displaystyle A} es un conjunto en {\displaystyle \mathbb {R} ^{n},}, el conjunto {\displaystyle B=\{ta:a\in A,t\in [0,1]\}} obtenido al conectar todos los puntos en {\displaystyle A} con el origen es un dominio en estrella.
- Cualquier conjunto convexo no vacío es un dominio en estrella. Un conjunto es convexo si y solo si es un dominio en estrella con respecto a cualquier punto de ese conjunto.
- Una figura con forma de cruz es un dominio en estrella, pero no es convexa.
- Un polígono con forma de estrella es un dominio en estrella cuyo límite es una secuencia de segmentos rectilíneos conectados entre sí.

## Propiedades
- La clausura de un dominio en estrella es también un dominio en estrella, pero el interior de un dominio en estrella no es necesariamente un dominio en estrella.
- Cada dominio en estrella es un conjunto contráctil, a través de una homotopía rectilínea. En particular, cualquier dominio en estrella es un conjunto simplemente conexo.
- Cada dominio en estrella, y solo un dominio en estrella, puede reducirse a sí mismo; es decir, para cada relación de dilatación {\displaystyle r<1,}, el dominio puede dilatarse en una relación {\displaystyle r} tal que el dominio estelar dilatado esté contenido en el dominio estelar original.[2]
- La unión y la intersección de dos dominios en estrella no son necesariamente un dominio en estrella.
- Un dominio en estrella abierto no vacío {\displaystyle S} en {\displaystyle \mathbb {R} ^{n}} es de difeomorfo a {\displaystyle \mathbb {R} ^{n}.}
- Dado {\displaystyle W\subseteq X,}, el conjunto {\displaystyle \bigcap _{|u|=1}uW} (donde {\displaystyle u} abarca todos los escalares de vector unitario) es un conjunto equilibrado siempre que {\displaystyle W} tenga forma de estrella respecto al origen (lo que significa que {\displaystyle 0\in W} y {\displaystyle rw\in W} para todos los {\displaystyle 0\leq r\leq 1} y {\displaystyle w\in W}).